# جوتا اوییشن
جوتا اوییشن (به انگلیسی: Jota Aviation) یک شرکت هواپیمایی است که در تاریخ ۲۰۰۹ میلادی تأسیس شده‌است. دفتر مرکزی جوتا اوییشن در فرودگاه جنوبی لندن، بریتانیا واقع شده‌است.